# 秋元比斗志
秋元 比斗志（あきもと ひとし）は、日本の実業家。KPMGコンサルティング（旧・KPMGマネジメントコンサルティング）元代表取締役社長COO。

## 人物・経歴
1983年、上智大学卒業。外資系SIerにて海外プロジェクト、米系保険会社にて日本法人システム部門マネジャーを経験。外資系金融でのCIO、複数の世界4大監査法人 (Big4) ファームでの金融インダストリー統括パートナーを経て、2010年12月にKPMG入社。2011年4月に設立されたKPMGマネジメントコンサルティング（現・KPMGコンサルティング）代表取締役社長COOに就任。現在はKPMGジャパンのイノベーションおよびグローバル戦略のコンサルティングを担当。また、同社のCDOも兼任。2018年7月には、顧客のイノベーション支援施設であり、自社のワークスタイルとカルチャー変革の場としての「KPMGイグニション東京」を創設し、その統括責任者を務める。